# Twój czas
Twój czas – piosenka Kasi Kowalskiej stworzona na potrzeby reklamy kredytu hipotecznego Banku Millenium.
Piosenka miała premierę we wszystkich mediach 18 września 2010 w ramach nowej kampanii reklamowej banku. Utwór jest także w celach promocyjnych rozpowszechniany na płytach CD wraz z czterema innymi piosenkami z poprzednich płyt.

## Lista utworów

### Maxisingiel promocyjny
1. "Twój czas" (muz. J. Runowski, sł. K. Kowalska) - 2:28
2. "Baby blues" (muz. J. Runowski, sł. K. Kowalska) – 4:26
3. "Maskarada" (muz. J. Runowski, J. Wąsowski, sł. K. Kowalska) – 3:46
4. "To co dobre" (muz. Z. Zioło, sł. K. Kowalska) – 3:35
5. "Ten jeden raz" - 4:49